# Clacton-on-Sea
Clacton-on-Sea è una città di 53 000 abitanti della contea dell'Essex, in Inghilterra.

## Curiosità
- Nell'autunno del 1987 i Pet Shop Boys in tre settimane fecero le loro riprese per il loro film-autobiografico It Couldn't Happen Here, uscito nel 1988. Diverse zone di Clacton sono chiaramente identificabili nel film, fra le quali spicca la spiaggia e il suo lungomare.

- È la città natale di Paul Banks, leader della band newyorkese Interpol.

## Amministrazione

### Gemellaggi
Clacton-on-Sea è gemellata con:
- Valence, dal 1969[1]